# Tennistoernooi van Dubai 2008
Het tennistoernooi van Dubai van 2008 werd van 25 februari tot en met 8 maart 2008 gespeeld op de hardcourt-buitenbanen van het Aviation Club Tennis Centre in Dubai, de hoofdstad van het gelijknamige emiraat in de Verenigde Arabische Emiraten. De officiële naam van het toernooi was Barclays Dubai Tennis Championships.
Het toernooi bestond uit twee delen:
- WTA-toernooi van Dubai 2008, het toernooi voor de vrouwen, van 25 februari tot en met 1 maart 2008
- ATP-toernooi van Dubai 2008, het toernooi voor de mannen, 3 tot en met 8 maart 2008

ATP-toernooi van Dubai – WTA-toernooi van Dubai

2001 · 2002 · 2003 · 2004 · 2005 · 2006 · 2007 · 2008 · 2009 · 2010 · 2011 · 2012 · 2013 · 2014 · 2015 · 2016 · 2017 · 2018 · 2019 · 2020 · 2021 · 2022 · 2023 · 2024 · 2025